# 澤蘭宮
澤蘭宮，是位於臺灣宜蘭縣礁溪鄉開蘭路上的媽祖廟，奉祀蘭陽地區第一尊媽祖。

## 沿革
位於吳沙故居附近的澤蘭宮，所供奉的天上聖母是宜蘭縣第一尊媽祖像，由吳沙在乾隆38年(1773)時，自福建漳州漳浦縣恭請來台，並隨吳沙一路入墾宜蘭時仍隨身恭請入蘭，因此被稱為「開蘭聖母」。
嘉慶3年(1798)吳沙死後，族人在吳沙之子吳光裔帶領下繼續向南拓墾，至四圍堡，見附近地勢高，平原寬廣，於是築土圍而居，繼續開墾，當時將媽祖暫厝在工寮內，為墾民們的守護神。
嘉慶6年(1801)村民感於神尊暫厝工寮不適當合，於是徵求村民代表同意後，大家集體出資建廟，選擇在四圍吳家厝旁建立一間土墻茅頂廟宇，供村民膜拜。
由於日治初期村民出入頻繁，日本政府誤認為是圖謀抗日的集會場所，於是縱火焚燬廟宇，整座廟宇焚燒殆盡，唯媽祖神像經當時吳氏族人冒險搶救安然無恙，此後民間傳聞此奇蹟，信仰愈加深厚。於是村民們決議，將媽祖暫時供奉在吳家公廳。
由於神像一直沒有固定的廟宇可以安奉，當地村民頗感困擾，適有當地信士林榮吉許願，如果外出經商順利，即捐出私有土地為媽祖神像重建廟宇。爾後林信士如願以償在外經商成功，遂於1990年實踐諾言，廟宇於1991年10月竣工，並命名為「澤蘭宮」。
今廟址位在宜蘭縣礁溪鄉開蘭路161號。

## 祭祀
正殿：媽祖

## 交通資訊
- 火車【鐵路】：

由台北搭東部幹線北迴鐵路，在礁溪站下或是四城站下。
鐵路局台北站TEL：（02）23815226。
- 公車【客運】：

由台北搭往宜蘭方向的國光號在四城站下。
公路局北站TEL：（02）25595698。
- 自行開車：

- 1.國道五號：

由國道一號(中山高)至汐止系統交流道轉走國道五號(北宜高速公路)，過雪山隧道由頭城交流道下往台9號方向行駛，轉台9甲線即可到達。
- 2.國道五號：

由國道三號(二高)至南港系統交流道轉走國道五號(北宜高速公路)，過雪山隧道由頭城交流道下往台9號方向行駛即可到達。
- 3.省道二號：

走省道二號至頭城後轉台9線即可到達。